# Hechingen

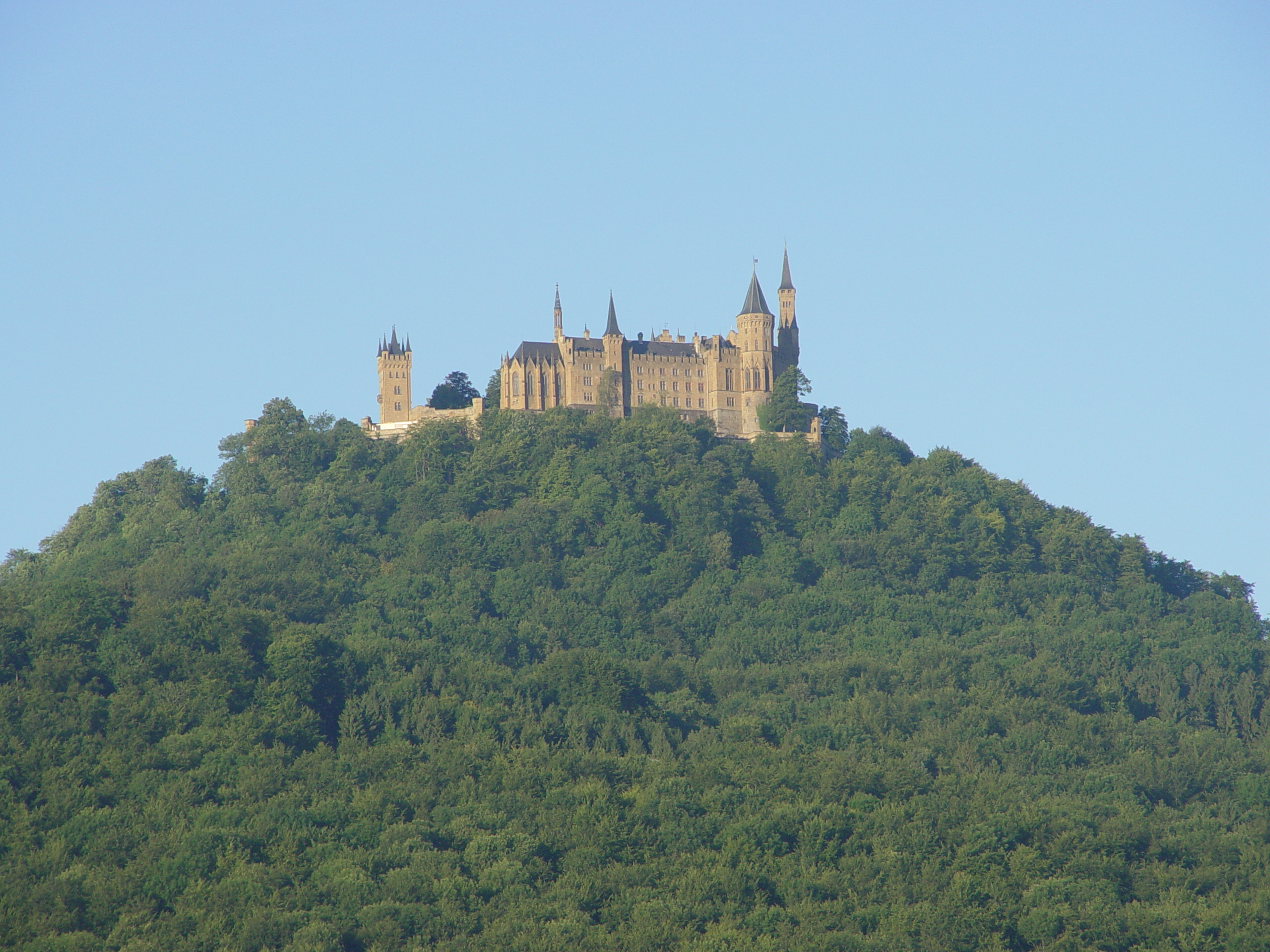
Le château des comtes de Zollern se trouve sur le territoire de la commune de Hechingen.

Hechingen est une ville de République fédérale d'Allemagne, située dans le Land du Bade-Wurtemberg à 60 km au sud de Stuttgart. Elle était le chef-lieu de l'arrondissement d'Hechingen et puis entre 1255 et 1849 la capitale du comte de Hohenzollern. Le titulaire était un membre de la branche aînée de la Maison de Hohenzollern restée catholique et dont le dernier représentant, après avoir cédé ses états au roi de Prusse en 1850, mourut en 1869 laissant ses titres à un sien cousin Charles-Antoine de Hohenzollern-Sigmaringen.

## Histoire
| Appartenances historiques Duché de Souabe 915-1052 Comté de Zollern 1052-1576 Comté de Hohenzollern-Hechingen 1576-1623 Principauté de Hohenzollern-Hechingen 1623-1849 Royaume de Prusse (Province de Hohenzollern) 1849-1918 République de Weimar 1918–1933 Reich allemand 1933–1945 Allemagne occupée 1945–1949 Allemagne 1949–présent |

## Administration
| Période                                  | Période  | Identité          | Étiquette | Qualité |
| ---------------------------------------- | -------- | ----------------- | --------- | ------- |
| 1835                                     | 1843     | Sebastian Werner  |           | Avocat  |
| 1843                                     | 1854     | Paul Ruff         |           |         |
| 1859                                     | 1853     | Karl Baur         |           |         |
| 1892                                     | 1908     | Konrad Mayer      |           | Notaire |
| 1908                                     | 1918     | Anton Häussler    |           | Maire   |
| 1918                                     | 1931     | ? Müller          |           |         |
| 1931                                     | 1944     | Paul Bindereif    |           |         |
| 1944                                     | 1945     | ?                 | NSDAP     |         |
| 1945                                     | 1948     | August Pretzl     |           | Éditeur |
| 1948                                     | 1967     | Paul Bindereif    |           |         |
| 1967                                     | 1995     | Norbert Roth      | CDU       | Notaire |
| 1995                                     | 2011     | Jürgen Weber      | FW        | Maire   |
| 2011                                     | en cours | Dorothea Bachmann |           | Maire   |
| Les données manquantes sont à compléter. |          |                   |           |         |

## Démographie
| Année  | Habitants |
| ------ | --------- |
| 1544   | 844       |
| 1614   | 1 400     |
| 1806   | 3 709     |
| 1871 ¹ | 6 390     |
| 1880 ¹ | 7 429     |
| 1890 ¹ | 7 377     |
| 1900 ¹ | 7 643     |
| 1925 ¹ | 9 184     |
| 1933 ¹ | 9 447     |
| 1939 ¹ | 9 513     |
| 1950 ¹ | 11 585    |
| 1956 ¹ | 13 989    |
| 1961 ¹ | 14 069    |

| Année  | Habitants |
| ------ | --------- |
| 1970 ¹ | 15 707    |
| 1973 ¹ | 17 064    |
| 1980   | 15 955    |
| 1987 ¹ | 15 962    |
| 1990   | 16 870    |
| 1995   | 18 880    |
| 2001   | 19 601    |
| 2007 ¹ | 20 343    |

¹ Recensement

## Jumelages
- Joué-lès-Tours (France) depuis 1973
- Limbach-Oberfrohna (Allemagne) depuis 1990
- Hódmezővásárhely (Hongrie) depuis 1994
- Haarlemmermeer (Pays-Bas) depuis 2014

## Jumelages des quartiers de Hechingen

### Stetten
- Fehraltorf (Suisse) depuis 1969

### Weilheim
- Curon Venosta (Italie) depuis 1988

## Personnalités liées à la ville
Personnalités ayant vécu à Hechingen :
- Jakob Hassler, horloger et compositeur, frère de Hans Leo Hassler
- Karoline Kaulla, banquière, femme d'affaires et Juive de cour royale
- Friedrich Wilhelm von Steuben, officier prussien
- Guillaume de Prusse, dernier prince héritier de l'Empire allemand
- Paul Levi, avocat et homme politique communiste
- Otto Hahn, chimiste
- Otto Baum, SS-Oberführer de la Waffen-SS
- Otto Nerz, entraîneur de football
- Walther Bothe, physicien
- Werner Heisenberg, physiscien
- Carl Friedrich von Weizsäcker, physicien et philosophe
- Konrad Wolf, cinéaste de la RDA
- Markus Wolf, chef de la police secrète (Stasi) de la RDA
- Klaus Kinkel, juriste et homme politique